# Gallicolombe de Jobi
Pampusana jobiensis
Espèce
Statut de conservation UICN

 LC  : Préoccupation mineure
La Gallicolombe de Jobi (Pampusana jobiensis) est une espèce d'oiseaux de la famille des columbidés.

## Description

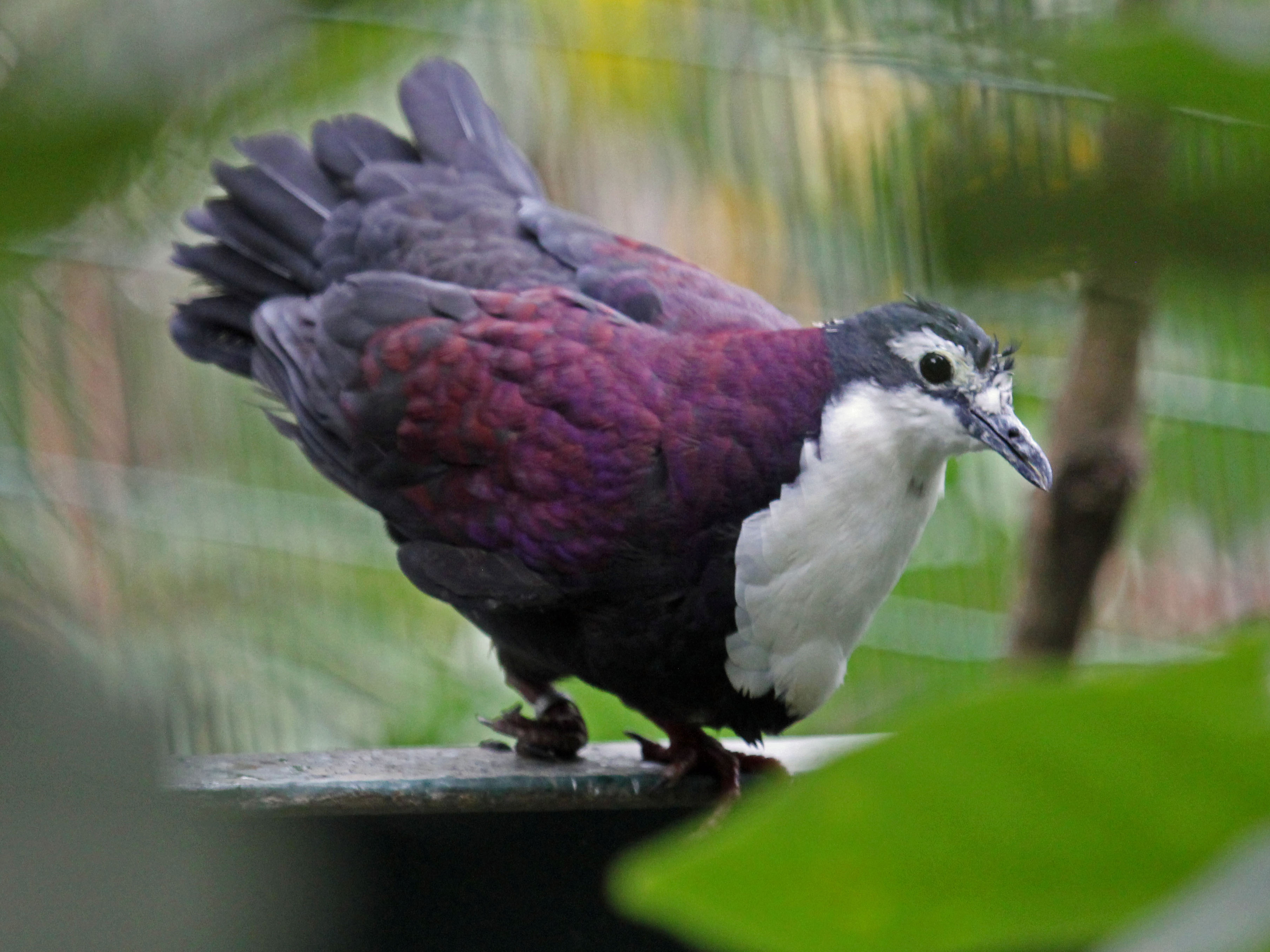
Gallicolombe de Jobi au Zoo de San Diego

La Gallicolombe de Jobi mesure environ 25 cm. Le dimorphisme sexuel est peu visible, le plumage des mâles est légèrement plus brillant.  
La tête est bleu-gris foncé. Une bande blanche s'étend de la partie supérieure du bec jusqu'à la nuque, en passant par l'œil. La poitrine et la gorge sont blanches. Le dos et la nuque sont gris. Les ailes sont violet-rougeâtre. Le ventre et les plumes de la queue sont gris foncé. Le bec est noir. Les pattes sont rouges et l'iris est brun. 

## Habitat
Elle fréquente les forêts humides tropicales et subtropicales.

## Répartition et sous-espèces
Selon Alan P. Peterson elle se répartit en deux sous-espèces:
- P. j. jobiensis (Meyer,AB) 1875 — Nouvelle-Guinée (sauf sud et nord-ouest) ;
- P. j. chalconota Mayr, 1935 — îles Salomon : Vella Lavella, Guadalcanal et Makira.